# .gi

.gi는 지브롤터의 인터넷 국가 코드 최상위 도메인이다. GibNet에서 관리한다.

## 2차 도메인 이름
- .com.gi(상업 조직)
- .ltd.gi(등록된 공공 또는 민간 유한회사)
- .gov.gi(지브롤터 정부 부서, 기관 및 관련 정부 자금 지원 조직)
- .mod.gi (지브롤터 국방부 부서)
- .edu.gi(학교 및 교육 부서)
- .org.gi(비영리 조직)